# Comité français de libération nationale
 (novembre 2012).
3 juin 1943 – 3 juin 1944
(1 an)
Entités précédentes :
- France libre
- Commandement en chef français civil et militaire

Entités suivantes :
- Gouvernement provisoire de la République française

Le Comité français de libération nationale (en abrégé CFLN) est le nom donné au régime politique et au gouvernement en exil qui, succédant officiellement le 3 juin 1943 à la France libre, a fusionné les deux autorités françaises participant à la guerre avec les Alliés : le Comité national français de Londres, dirigé par le général de Gaulle, chef de la France libre, et le Commandement en chef français civil et militaire d'Alger, dirigé par le général Giraud, afin d'unifier l'effort de guerre français et de préparer la Libération.
Le CFLN considéra « illégitime, nul et non avenu » le régime de Vichy qui s'acheva, le 20 août 1944, par l’exil du maréchal Pétain pour l'Allemagne. Le Comité a dirigé pendant un an une partie du territoire de l'Empire français jusqu'au 3 juin 1944, date de son nouveau nom de Gouvernement provisoire de la République française (GPRF) pour affirmer la souveraineté sur le territoire métropolitain qui sera progressivement libéré après le débarquement de Normandie.
Jusqu'à la fin de 1944, la France est gouvernée par un gouvernement provisoire, créé par le Comité français de Libération nationale et dirigé par Charles de Gaulle, qui aura peu à peu écarté le général Giraud de la coprésidence du CFLN. L'ordonnance du 17 septembre 1943 fonde et organise ce régime politique républicain.
L'œuvre de ce gouvernement est vaste : il conduit la France vers la fin de la Seconde Guerre mondiale, est à l'origine de nombreuses et importantes réformes politiques et élargit, entre autres, le droit de vote aux femmes.

## La constitution laborieuse du premier Comité français de la libération nationale

### La prise de contact avec Alger

#### L’isolement initial de De Gaulle
Lorsque le 30 mai 1943, de Gaulle arrive à Alger, dans le secret le plus absolu, il n’est accompagné que d’une délégation réduite du Comité national de Londres. Il dispose cependant sur place d’un service de protection composé de quelques Français libres, anciens volontaires du putsch du 8 novembre 1942. Il est dirigé par le capitaine Roger Carcassonne, ancien chef de la résistance à Oran, et le sous-lieutenant Bernard Karsenty, ancien adjoint de José Aboulker lors du putsch.
Ainsi de Gaulle paraît-il bien seul, face au général Giraud qui dispose de l'appareil militaire, administratif et policier de la France en Afrique du Nord ainsi que du soutien des États-Unis et de Roosevelt en particulier.

#### Le premier «bain de foule»
Après avoir été reçu par Giraud, de Gaulle brise le secret de sa venue, en allant s’incliner au monument aux morts, en plein centre d’Alger. Il est accueilli au Forum par une manifestation gaulliste chaleureuse. C'est sa première vraie manifestation de masse. Un observateur, le vice-consul des États-Unis, Pendar (en), le compare à Hitler. Cette comparaison surprenante confirme du moins l'ampleur de la manifestation et l'opinion des Américains. Enfin, à son retour à la villa des Glycines, demeure que Giraud lui a attribuée, de Gaulle y trouve les messages de quelques personnalités locales qui lui font allégeance.

### La première réunion de travail
Le matin du 31 mai se tient la première réunion de travail. Y participent Giraud, accompagné du général Georges et de Jean Monnet, et de Gaulle escorté d'André Philip et de l'ambassadeur René Massigli (rallié tardivement à la France libre, mais pressé, à en croire le général Bouscat, de devenir ministre des Affaires étrangères). Le septième participant est le général Catroux, qui représentait de Gaulle à Alger.

#### Les conditions posées par de Gaulle
Les conditions posées par de Gaulle ne sont pas nouvelles : il propose à Giraud la constitution d'un véritable gouvernement français capable de défendre les intérêts de la France dans le camp allié, et pour cela, il propose :
- que Giraud renonce à cumuler le commandement en chef militaire et la présidence du pouvoir civil ;
- que soient immédiatement congédiés les proconsuls vichystes.

#### Le rejet par Giraud des conditions posées par de Gaulle
Giraud refuse de déférer à la première proposition, car selon lui, il faut disposer d’un chef unique, civil et militaire responsable. Il se refuse également à sacrifier Noguès, Peyrouton et Boisson. En outre, il semblerait qu'il se soit vanté d’avoir personnellement décidé de l’exécution de Bonnier de La Chapelle. De Gaulle se lève alors et quitte la salle sans un mot.
Une nouvelle entrevue, entre les deux hommes seuls, a lieu, l’après-midi du même jour. De Gaulle y accepte le cumul provisoire par Giraud du commandement militaire et de la présidence, mais à condition que les chefs de territoires compromis soient immédiatement démis. Giraud refuse, bien que les évènements évoluent en sa défaveur. En effet, ses soldats continuent à rallier les Forces françaises libres ; certains des combattants les plus motivés de son armée n’ont plus envie de se faire commander par des officiers qui ont tiré sur les alliés et qui les exhortent à combattre « pour délivrer le Maréchal ». Giraud, au lieu de voir la réalité en face, va se plaindre aux Américains qui vont éloigner les FFL de Tunisie.

### Le court-circuitage de Giraud

#### Le recours à la presse
Quoi qu'il en soit, de Gaulle se comporte en maître, et donne dès le 1er juin, une conférence de presse à la villa des Glycines. Il y reçoit, outre les journalistes étrangers, leurs collègues français, qui ont fait silence sur sa venue. Après avoir ironisé sur leur comportement peu professionnel, le général de Gaulle leur expose qu'il est venu à Alger pour constituer avec Giraud un pouvoir central français avec attributions gouvernementales, jusqu’à ce que l’ensemble des Français aient pu être consultés. Il poursuit en déclarant que les sacrifices nécessaires ne peuvent être exigés des Français que par des hommes dignes de les commander, que la base de l'unification est la souveraineté française intégrale sur toutes les parties de l'Empire (Nos amis ont d'ailleurs plus intérêt à traiter avec des Français droits qu'avec des personnes courbées) et, enfin, que les actes du nouveau pouvoir central devront concorder étroitement avec l'opinion de la France occupée.

##### Les premiers ralliements
Si le chef de la France combattante exige le châtiment des proconsuls, il a le pardon plus facile envers Alphonse Juin, qui a résolument changé de camp, après avoir initialement fait tirer sur les alliés, et dont la conduite, au cours de la campagne de Tunisie, a été appréciée. De Gaulle adresse donc à Juin, son ancien camarade de promotion, une lettre amicale et flatteuse. Elle atteint son objectif qui est de désolidariser Juin de Giraud.
Il reçoit en outre, le soir même, la démission de Peyrouton, gouverneur général de l’Algérie, et ancien ministre de Pétain, qu’il a incité à adopter les pires lois d’exclusion[réf. nécessaire]. Peyrouton déclare vouloir ainsi faciliter l'union des Français et demande à de Gaulle, en tant que « président du Comité exécutif », à servir en qualité de capitaine d'infanterie coloniale.
De Gaulle accepte immédiatement cette démission, en invitant Peyrouton à se mettre à la disposition du commandant en chef des FFL au Levant (Catroux), et se hâte de communiquer à la presse le texte des deux lettres. Peyrouton, averti, vers minuit, de la publicité donnée à sa missive, fait porter une lettre identique à Giraud, auquel elle parvient à 1 heure du matin. Giraud, s'estimant alors menacé par de Gaulle, ordonne à Peyrouton de rester à son poste.

### La menace de putsch de Muselier

#### La menace
Giraud, juste avant l’arrivée à Alger du chef de la France combattante, avait nommé aux postes clés de la police et de l’information, deux des ennemis personnels de De Gaulle : André Labarthe, ancien directeur d’un journal patriotique à Londres, et l’amiral Muselier, résistant incontestable, qui avait fondé les Forces navales françaises libres, et libéré, au nom de la France libre, la colonie de Saint-Pierre-et-Miquelon.
André Labarthe, Secrétaire à l’Information qui succède au général Chambe, fit retenir les comptes-rendus de presse relatifs aux deux premières lettres de Peyrouton. Quant à Muselier, nouveau chef de la police, il se présenta le 2 juin, à la première heure, chez Catroux, muni d’une décision le chargeant du maintien de l'ordre, en qualité de chef des forces militaires et de police. Il déclara que le palais d'Été était visé par une conjuration des gaullistes d'Alger.
Catroux répondit que, si putsch il y avait, il ne viendrait pas des gaullistes. Et de fait, la plupart des volontaires du 8 novembre étant aux armées, seuls séjournaient à Alger quelques Français libres en permission et désarmés, ainsi que le service de protection du Général. Face à ces faibles forces, Muselier n'en fit pas moins venir à Alger un régiment de Sénégalais et un régiment de chasseurs d'Afrique. Il fit occuper toutes les issues de la ville, ainsi que les aéroports voisins, par des unités de spahis, d'aviation et de gendarmerie.
Simultanément, Giraud adressa un ultimatum à de Gaulle : oui ou non désirait-il un accord ? De Gaulle était accusé de vouloir chasser des hommes dignes de confiance, pour établir la dictature des cagoulards de son entourage, et de vouloir porter atteinte aux alliances françaises. Tout semblait donc bien indiquer que c'était en réalité contre les gaullistes qu'un putsch se préparait. De leur côté, certains officiers de l'entourage de Giraud hostiles à l'union des deux généraux, auraient envisagé, soit d'arrêter de Gaulle, soit de l'obliger à se réfugier en AEF (sous prétexte que sa présence à Alger risquait de créer des troubles susceptibles de mettre en danger les lignes de communications alliées).

#### La parade
C'est alors qu'intervinrent Carcassonne et Billotte. Avertis par un officier de l'état-major de Giraud, scandalisé, ils gagnèrent les colonels intéressés, Sémideï, dit Servais et Van Hecke. Dans la soirée du 2 juin, la situation se retourna et c'est donc de Gaulle, qui se trouva en position de force à Alger et adressa à son tour un ultimatum invitant Giraud à rompre ou aboutir. Mais Giraud, condamné à aboutir par les Américains, dont, selon Pendar, il aurait reçu des « instructions », ne pouvait rompre, comme l’auraient voulu les membres de son entourage.
Le soir même, c’est Noguès qui suit l'exemple de Peyrouton, et démissionne à son tour.

### La formation du premier CFLN

#### L'accord sur les principes

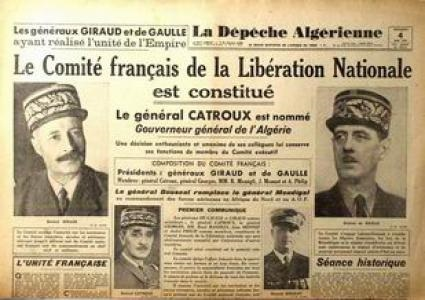
Une de La Dépêche algérienne annonçant la constitution du Comité français de libération nationale, 4 juin 1943.

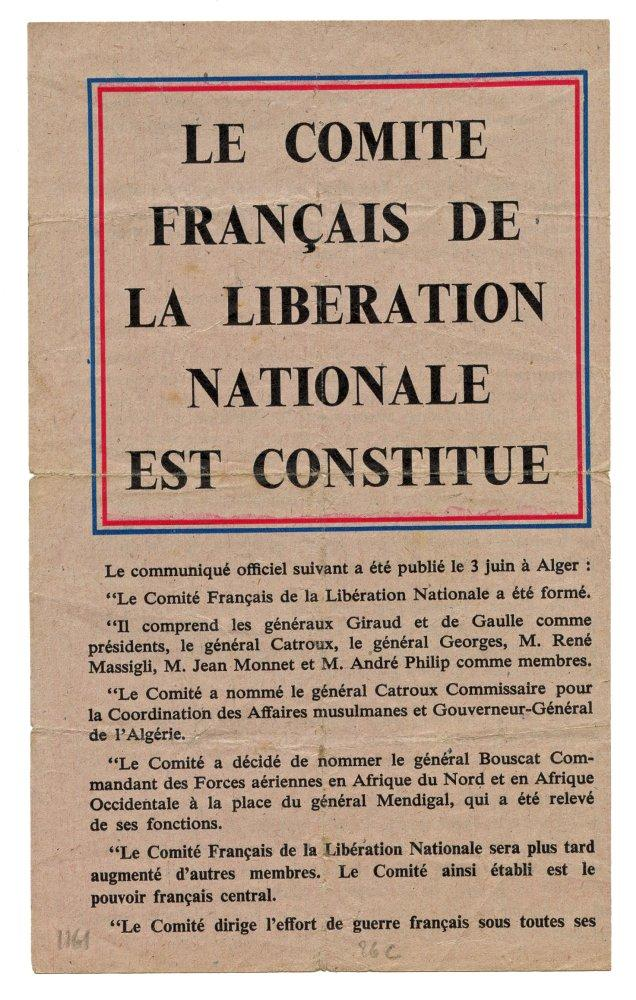
Affiche annonçant la constitution du CFLN, 1943.

Le 3 juin à 10 h, les sept se trouvent face à face et de Gaulle propose les textes d'une ordonnance et d'une déclaration créant le nouvel organe de gouvernement. L'un et l'autre sont adoptés.
En conséquence, un pouvoir central français unique exercera :
- La souveraineté française (les deux pouvoirs, législatif et exécutif) ;
- La gestion et la défense de tous les intérêts français dans le monde ;
- L'autorité sur tous les territoires et forces relevant des deux entités fusionnées ;
- Les prérogatives diplomatiques (exercées simultanément par les deux coprésidents) ;
- Ce pouvoir central durera jusqu'au jour où, après la Libération, il sera possible, conformément aux lois de la République, de remettre le pouvoir à un gouvernement provisoire.

#### L’accord sur les personnes

##### La composition du premier CFLN
Sont membres du premier CFLN :
- Les présidents Giraud et de Gaulle,
- Les commissaires gaullistes, André Philip, à l’Intérieur, et René Massigli aux Affaires étrangères,
- Les commissaires giraudistes, Jean Monnet à l’armement, et le général Alphonse Georges, commissaire d’État,
- Le commissaire « indépendant », général Georges Catroux, commissaire d’État.

##### Le changement des chefs de territoire
Les chefs de territoires sont remplacés, après que de Gaulle a redemandé leur départ, et Giraud tenté de défendre le cas de Boisson : l’ambassadeur Gabriel Puaux, qui, en 1940, avait pris position contre l'armistice, est nommé résident général au Maroc ; Catroux devient gouverneur général de l'Algérie, à la place de Peyrouton ; Jean Helleu, ambassadeur rallié à la France libre, en août 1940, devient délégué général au Levant ; en Tunisie, le général vichyste Prioux, proposé par Giraud, est écarté, tandis que Charles Mast est immédiatement accepté ; quant à Boisson, il attendra à son poste qu'on vienne le relever. Mais le 18 juin, allant déposer une gerbe au monument aux morts, il se fera huer, réprimera la manifestation, et, le 19 juin, démissionnera à son tour.

## La marche vers l’unité interne du CFLN

### L’unité initiale de pure forme
L'unité réalisée dans les textes n'est pas encore réalisée. Les deux autorités, territoires et armées, sont plutôt juxtaposées que fusionnées, et la dyarchie instituée interdit toute décision importante sur le choix d'une ligne politique. Ainsi les troupes d'AFN restent-elles sous la seule autorité du général Giraud, lui-même subordonné du commandant en chef allié Eisenhower. Ainsi l'un des dyarques est-il subordonné à une autorité étrangère.
Une volonté commune du Comité dépassant les clivages de départ va cependant commencer à apparaître, et cette tendance va être encouragée par l’institution, le 3 juin, d'un secrétariat du CFLN confié à Louis Joxe, membre du mouvement Combat, qui prend comme adjoints Edgar Faure et Raymond Offroy.

### Les progrès des gaullistes dans l’opinion
Le 4 juin, en qualité de coprésident du CFLN, de Gaulle va faire un discours à Radio-Alger, dont les gaullistes prennent le contrôle. Une nouvelle manifestation de masse intervient au cinéma Majestic, le 6 juin, et le nombre accru des manifestants indique que d'anciens pétainistes ont connu leur "chemin de Damas". Certaines accusations de totalitarisme sont alors formulées contre de Gaulle : mais ne sont guère prises au sérieux, venant de la part des anciens partisans de Darlan.

### Composition

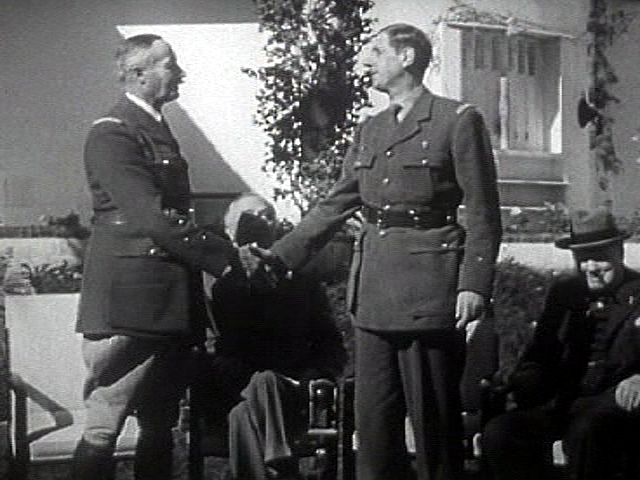
Henri Giraud et Charles de Gaulle à la conférence de Casablanca.

Le Comité français de la libération nationale a été coprésidé jusqu'au 2 octobre 1943 par Charles de Gaulle et Henri Giraud. Le Comité a également compté les futurs présidents du Conseil, René Pleven, Pierre Mendès France et le futur Premier ministre, Maurice Couve de Murville.
Nommés le 3 juin :
- René Massigli, commissaire aux Affaires étrangères
- André Philip, commissaire à l'Intérieur
- Jean Monnet, commissaire à l'Armement, à l'Approvisionnement et à la Reconstruction
- Alphonse Georges, commissaire d'État
- Georges Catroux, commissaire à la Coordination des affaires musulmanes.

Le 7 juin, sont désignés de nouveaux commissaires. Les uns sont issus de la France libre :
- René Pleven, aux Colonies
- Henri Bonnet, à l’Information
- André Diethelm, à la Production et au Commerce
- Adrien Tixier, au Travail et à la Prévoyance sociale

Les trois autres sont des partisans de Giraud :
- René Mayer, aux Communications et à la Marine marchande
- Maurice Couve de Murville, aux Finances
- Jules Abadie, à l’Éducation nationale, à la Santé publique et à la Justice.

Le 1er septembre, Emile Bollaert est nommé délégué général du CFLN auprès du CNR pour succéder à Jean Moulin.

#### Remaniement du4 septembre 1943
- François de Menthon, commissaire à la Justice
- Jules Abadie, commissaire à l’Éducation nationale, à la Santé publique
- Paul Legentilhomme, commissaire à la Défense nationale

#### Remaniement du9 novembre 1943
- Président : Général De Gaulle
- Général Catroux, commissaire d’État chargé des Affaires musulmanes
- André Philip, commissaire chargé des Rapports avec l'assemblée consultative
- Henri Queuille, commissaire chargé des Commissions intercommissariales
- Emmanuel d'Astier de La Vigerie, commissaire à l'Intérieur
- André Le Troquer, commissaire à la Guerre et à l'Air
- Louis Jacquinot, commissaire à la Marine
- Pierre Mendès France, commissaire aux Finances
- René Capitant, commissaire à l’Éducation nationale
- Adrien Tixier, commissaire aux Affaires sociales
- André Diethelm, commissaire à la Production et au Ravitaillement
- Henri Frenay, commissaire aux Prisonniers et Déportés
- Jean Monnet, commissaire en Mission
- René Massigli, commissaire aux Affaires étrangères
- René Pleven, commissaire aux Colonies
- René Mayer, commissaire aux Communications et Transports
- Henri Bonnet, commissaire à l’Information
- François de Menthon, commissaire à la Justice

#### Remaniement du4 avril 1944
Change de poste :
- André Diethelm, commissaire à la Guerre

Nouveaux commissaires :
- François Billoux, commissaire d'État
- Fernand Grenier, commissaire à l'Air
- Paul Joseph Marie Giacobbi, commissaire à la Production et au Ravitaillement
- André Le Troquer, commissaire délégué à l'Administration des territoires métropolitains libérés

Le 3 juin 1944 le Comité français de la libération nationale (CFLN) devient le Gouvernement provisoire de la République française (GPRF). Tous sont conscients de la nécessité d'un pouvoir central qui gouverne effectivement, et de l'indispensable rupture avec Vichy. Comme ils n'ont pas participé aux heurts initiaux, leur désir de servir va primer leurs autres considérations.

### Les dysfonctionnements du CFLN
Le CFLN à deux têtes a souffert dès l’origine de divers dysfonctionnements, dont l'un était sa paralysie du fait de la présence à sa tête de deux présidents en désaccord quasi-permanents, et l’autre l’immixtion permanente des autorités alliées dans son fonctionnement interne, par l’intermédiaire de Giraud.

#### La paralysie interne initiale du CFLN

##### Les désaccords initiaux
- Le 8 juin, Georges tente de faire rattacher les F.F.L. à l’armée de Giraud, qui n’a pas renoncé à sa fonction présidentielle. Mais sa proposition est repoussée par la majorité des commissaires.
- Catroux propose de confier à de Gaulle la Défense nationale, Giraud recevant le commandement de l'ensemble des forces françaises (sa proposition est repoussée par les seuls Georges et Giraud).
- De Gaulle propose la création d'un Comité militaire, et l'abandon par Giraud de sa présidence lorsqu'il exercera le commandement en campagne (repoussé par Giraud et Georges).

##### Le retrait tactique de Charles de Gaulle
- Le soir du 9 juin, de Gaulle adresse aux commissaires une lettre dénonçant la paralysie du Comité et décide de s’en retirer. Giraud essaie alors, le 10 juin, de prendre la direction du Comité, mais on lui objecte que rien ne peut être fait sans l'accord de son rival.
- Juin, alerté, rentre précipitamment de Tunisie et tente, avec le général Bouscat, de faire admettre à Giraud la nécessaire subordination de l'armée au pouvoir civil (Giraud ayant en fait transposé au sein du Comité son commandement en chef civil et militaire).
- Giraud maintient son refus, et de Gaulle s'abstient alors, pendant six jours, de participer aux activités du Comité.

##### Le retour de Charles de Gaulle
- Puis, le 15 juin, les commissaires de Londres étant arrivés, de Gaulle provoque une réunion du comité des 14.
- Giraud refuse que la question soit discutée et dénie compétence du Comité en ce domaine, alors qu'il l'avait reconnue par ordonnance du 3 juin.

#### L'immixtion étrangère dans les affaires intérieures du Comité

##### L’intervention étrangère ouverte
- Giraud et Georges font preuve d'une telle intransigeance, parce qu’ils se sentent appuyés par tout le poids de la puissance américaine :
- Le 16 juin, Murphy et Mac Millan (en) convoquent les deux présidents à une réunion proposée par le général Eisenhower sur le commandement et l’organisation des forces armées françaises.
- Le 19 juin 1943, les deux coprésidents viennent séparément, et de Gaulle formule des réserves sur cette immixtion dans les affaires intérieures françaises.
- Selon Eisenhower, Giraud doit rester en place avec ses attributions actuelles, et doit être seul à traiter de tous sujets militaires en AFN, faute de quoi, les livraisons d'armes américaines seraient compromises.

##### La réponse de De Gaulle
De Gaulle répond :
- que les armes données aux soldats français seront utilisées dans l'intérêt commun de l'alliance, et que, en 14-18, la France a fourni des armes aux Serbes, Russes, etc., sans s’attribuer en contrepartie un droit de regard sur leur organisation interne,
- que le maintien du statu quo retarde la fusion des forces françaises.
- et demande enfin au généralissime, devant Giraud qui ne dit rien : « Vous qui êtes militaire, croyez-vous que l'autorité d'un chef puisse subsister, si elle repose sur la faveur d’une puissance étrangère ? ».
- De Gaulle conclut en disant qu'il transmettra la requête américaine au Comité, mais refuserait d'en faire partie, si l'ultimatum était accepté.

L'ultimatum américain est alors rejeté par le Comité, qui donne à Giraud le choix entre :
- se soumettre aux décisions du CFLN ;
- ou cesser d'en être membre et quitter son commandement.

Pour parer l'objection du secret, de Gaulle propose la création d'un Comité militaire composé des seuls commissaires et chefs militaires directement intéressés.
Le statu quo étant maintenu Roosevelt invite Giraud aux États-Unis sans passer par le Comité, comme pour confirmer l'intervention d'Eisenhower.

### Le fonctionnement du CFLN en l'absence de Giraud

#### Le comportement de Giraud aux États-Unis
La coloration technique de la mission de Giraud en affaiblit l’impact. Il fait relire certains de ses discours par des représentants américains mais une faveur croissante est manifestée à de Gaulle par l'opinion publique nord-américaine.

#### La prise en main du Comité par de Gaulle, en l’absence de Giraud
En l'absence momentanée de Giraud, le CFLN, délivré des conflits permanents, prend conscience de son potentiel d'unité et commence à faire rentrer dans le rang les féodalités locales.
Le 26 juin 1943, de Gaulle se rend à Tunis, où il est accueilli par Mast et Lamine Bey. Il encourage Mast à limiter les mises en accusation des Indigènes qui ont collaboré, et invoque le 27 juin, « Notre Dame la France » dans un discours prononcé à la cathédrale de Tunis.
Le 7 juillet, le colonel des FFL, Pierre Billotte, est nommé au secrétariat du Comité militaire. Le 14 juillet, une grande manifestation se tient au Forum. C’est alors que de Gaulle demande à Murphy, le représentant américain : « Ce sont là les 10 % de gaullistes que vous aviez comptés ? ». Au début d’août, de Gaulle visite le Maroc et le sultan Mohammed V. Mais il ne se rend pas en AOF, où Boisson s'est éliminé de lui-même.

#### Le renforcement de l’influence du Comité
- Le 31 mai 1943, l’amiral Godfroy et sa flotte d’Alexandrie se rallient à leur tour, lorsque Churchill menace de cesser le paiement des soldes de ses équipages.
- Le 4 juin 1943, l’insurrection éclate à la Guadeloupe, puis, du 18 au 24 juin, à la Martinique.

L’amiral Robert est finalement contraint de se retirer, et le 14 juillet les Antilles basculent dans le camp de la France combattante.
- Le 27 juillet 1943, de Gaulle affirme, à la suite de la prise de pouvoir par le général Badoglio, le droit de la France à participer au règlement de la question italienne.

### La prise par de Gaulle de la direction politique du Comité

#### Le retour de Giraud
À son retour à Alger, le 3 août 1943, Giraud se retrouve dans un Comité plus uni et renforcé, alors qu'il s'imagine avoir renforcé sa popularité dans l'opinion des 2 pays. Il va donc faire figure au CFLN de corps étranger. Sauf pour les affaires militaires, où il conserve la haute main, mais où interviennent aussi le Comité militaire présidé par de Gaulle, ainsi que le secrétaire de ce Comité, le colonel Billotte.

#### Le transfert à de Gaulle du pouvoir gouvernemental
Giraud accepte un décret du 4 août 1943 réformant l'organisation du Comité, croyant ainsi y fortifier son influence. La dyarchie y subsiste, mais sous la forme d’une « présidence spécialisée » substituée à la « présidence alternée » : De Gaulle devient président chargé de l'Action gouvernementale, tandis que Giraud est le président chargé du Commandement en chef et de la direction des opérations militaires.
À partir du jour où le général Giraud prendra le Commandement effectif des forces en opérations, il cessera d'être président. En conséquence, de Gaulle voit reconnue sa suprématie dans toutes les affaires non-militaires, comme en matière de politique générale, d’où la fin de la stagnation administrative et de l’autonomie quasi-féodale des territoires. Du même coup disparaît la faculté, pour les administrations issues de Vichy, de paralyser les mesures libérales.
Le 26 août, le CFLN est reconnu par les alliés, avec certaines restrictions de la part des États-Unis, mais de façon plus large par l’Union soviétique.

#### L’affaire de Corse
La résistance corse est initialement coordonnée par le capitaine Scamaroni des FFL, qui est capturé par l'OVRA et se suicide en février 1943. La résistance est alors reprise en main par les officiers de Giraud. Les résistants sur place relèvent du Front national à dominante communiste, dont les chefs sont Giovonni, Maillot, Vittori et de Peretti.
En décembre 42, le Commandement en chef français civil et militaire y avait envoyé le commandant de Saulle, par le sous-marin Casabianca du capitaine l'Herminier, puis, en avril 43, le commandant Colonna d'Istria, qui y avait organisé des maquis en liaison avec la Royal Air Force, pour une fois généreuse en armes. Pourtant, lors de la réorganisation du CFLN en juin 1943, Giraud ne parle de rien aux autres membres du Comité.
Au début de septembre 1943, lorsque Giovonni vient en mission par le sous-marin « Casabianca », pour préparer le soulèvement, il demande à rencontrer de Gaulle et Philip. On lui répond alors qu'ils ne peuvent le recevoir. Il ne rencontre donc que Giraud, jusqu’au jour où celui-ci invite par mégarde Philip au même déjeuner que Giovonni. C’est alors que ce commissaire apprend l'affaire et en avertit de Gaulle. Celui-ci, bien qu'absent d'Alger, écarte la proclamation en Corse de l'état de siège et obtient la nomination du préfet Charles Luizet.
Le 9 septembre commence le soulèvement de la Corse, à l'initiative des partisans corses, ensuite renforcés par l’assistance initiale des goumiers transportés par le sous-marin Casabianca, puis du bataillon de Choc. L’opération menée principalement par les maquisards contre les Allemands réussit. Giraud se voit féliciter le 10 octobre, par le CFLN, du succès de son opération, mais aussi reprocher d'avoir tenu à l'écart les autres commissaires.
Dès lors, le Comité doit tenir compte d'une expérience dans laquelle Giraud s'est substitué à lui, en utilisant sa double qualité de président et de commandant en chef : ses membres craignent qu'une situation semblable se reproduise lors de la libération de la France continentale.

### L'unification de la présidence et la subordination du militaire au civil

#### La subordination du militaire au civil
- Une ordonnance du 2 octobre a unifié la présidence. Le président est élu pour un an et rééligible.
- Un décret sur la Défense nationale érige le Commissariat à la Défense nationale en véritable commissariat et décide que le commandant en chef est nommé par décret et commande les forces mises à sa disposition.
- Pour les autres forces, il est inspecteur général. Il s’agit d’un retour à la loi sur la Nation en temps de guerre, du 11 juillet 1938.

#### Les principes de recomposition

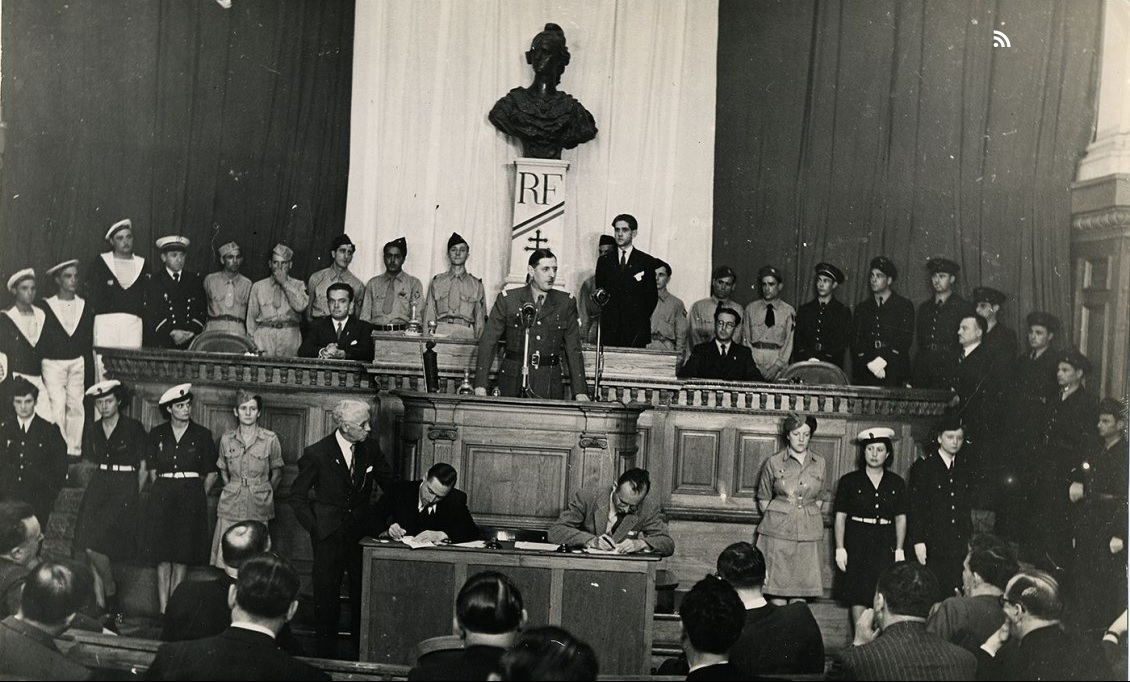
Séance inaugurale de l'Assemblée consultative provisoire en présence du général Charles de Gaulle.
Palais Carnot, Alger, 3 novembre 1943.

- C'est le 3 novembre 1943 que l'Assemblée consultative provisoire tient sa séance inaugurale.
- Le 6 novembre 1943, trois jours après la réunion inaugurale de l'Assemblée consultative, le Comité demande au Président de procéder à tous changements dans sa composition, pour assurer :

1° La représentation et la collaboration de personnalités de l'Assemblée consultative,

2° L'unité et la cohésion du Comité, 

3° La subordination du pouvoir militaire au pouvoir civil.

#### La recomposition du Comité
- Le 9 novembre, de Gaulle recompose le Comité, à l’image de l’Assemblée consultative (voir ci-après), avec :

1° des représentants de la Résistance, 

2° des représentants des partis politiques, 

3° des techniciens.

- Mais il n'obtint ni l'accord immédiat des communistes qui voulurent d’abord désigner eux-mêmes leurs ministres, ni celui de l'épiscopat, qui s'oppose à l'entrée au Comité de Mgr Hincky, évêque auxiliaire patriote de Colmar.
- En mars 1944, le CFLN atteindra le stade définitif de son murissement interne, en intégrant les parlementaires Billoux et Grenier (communistes), choisis par le général de Gaulle, et Giaccobi (radical).

#### La mise au pas des services spéciaux
- Le rôle des services spéciaux est particulièrement important pour la France dont la plus grande partie du territoire est sous occupation ennemie. Ce sont en effet ces services qui permettent la liaison et l’action en France occupée. Or le CFLN dispose théoriquement, à cet effet, de deux services spéciaux : les services de la France libre et les services giraudistes.

##### Le service spécial gaulliste
- Le service spécial de la France libre, ou « Bureau central de renseignements et d'action » (BCRA) a établi dès 1940 des liaisons clandestines avec la France, où il a créé ses propres réseaux.
- À Londres, sa direction a été exercée par Jacques Soustelle et il a compris cinq services :
  - 1° La section Renseignements dirigée par le commandant Panier
  - 2° La section Actions-Missions dirigée par le colonel Passy et Pierre Brossolette
  - 3° La section Courrier militaire dirigée par le colonel Remy
  - 4° Le bureau de Coordination militaire dirigée par Saint-Jacques
  - 5° La section Politique de Louis Vallon, puis du capitaine Jean Pierre-Bloch, député de l'Aisne

##### Le service spécial «giraudiste»
- Les services spéciaux dits « Giraudistes » sont en réalité les services de renseignements de Vichy, qui s'étaient consacrés davantage avant novembre 1942 à la chasse aux résistants qu’à la lutte contre l’ennemi, même si quelques-uns de ses hommes de base avaient d'abord camouflé des armes en 1940, ou même, comme le lieutenant abbé Cordier, avaient aussi osé arrêter, de leur propre chef, quelques agents allemands (Voir, dans l'article Régime de Vichy, au § « Inféodation à l'ennemi », le rapport du 26 décembre 1941, par lequel le colonel Rivet, alors chef du « Bureau des menées antinationales » (sic), s'y vante des nombreuses arrestations d'agents alliés et de résistants opérées par ses services).
- Ce service spécial comprend 4 services :
  - 1° Le service de Renseignements du colonel Rivet
  - 2° Le service du Contre-espionnage du commandant Paillole
  - 3° Le service Action du colonel Clipet
  - 4° Le service des Contrôles techniques dirigé par Albéric de Maistre.

##### La tentative d’unification des services
Une première tentative d’unification des deux services spéciaux fut tentée en octobre 1943, par la nomination à leur tête du général Cochet. Mais celui-ci ne disposa que d’un simple pouvoir de coordination, car les anciens services vichystes communiquaient directement avec Giraud.
À partir du 9 novembre 1943, Emmanuel d’Astier, frère d’Henri, et lui-même représentant du mouvement « Libération » à l’Assemblée consultative, entra au CFLN, comme commissaire à l’Intérieur, c'est-à-dire aux relations clandestines avec la métropole.
D'Astier nomma alors Jacques Soustelle, précédemment commissaire à l’Information du Comité national de Londres, à la tête de la Direction générale des services spéciaux (DGSS) qui regroupait les 2 anciens services de Londres et d’Alger. Soustelle, archéologue précolombien, avait réussi à implanter dans toute l’Amérique latine des Comités de soutien à la France libre, qui y court-circuitaient les ambassades de France, toutes attachées à Vichy. Ayant soutenu avant la guerre les républicains espagnols, il avait une réputation d’« intellectuel de gauche ». Il n’en était pas moins recommandé par le colonel Passy, issu quant à lui de l’extrême droite. Soustelle accepta cette fonction à condition que ses pouvoirs hiérarchiques soient bien définis. Il divisa alors la DGSS en deux bureaux :
- le bureau de Renseignements et d’Action de Londres (BRAL), commandé par le colonel Passy,
- le bureau de Renseignements et d’Action d’Alger (BRAA), commandé par le colonel Pélabon.

Pour autant, les services issus de Vichy continuèrent à court-circuiter leurs supérieurs d’Alger. Quant à Giraud, toujours commandant en chef, il refusa de prendre en considération le décret du CFLN et continua à donner ses ordres directement aux colonels Rivet et Paillole.
Un nouveau décret du 21 janvier 1944 rattacha alors la DGSS à la présidence du CFLN. Or Giraud n’en poursuivit pas moins son obstruction, au point qu'aucun compte-rendu ne parvenait à Soustelle. De Gaulle écrivit alors une lettre à Giraud pour le raisonner. Mais sans résultat.
De Gaulle prit alors l'initiative de supprimer le Commandement en chef, par un décret du 4 avril 1944, et de nommer Giraud Inspecteur général de l’armée. Il passa outre l'hostilité du CFLN à cette rétrogradation. Un rapport des services de renseignement alliés, daté du 16 avril 1944, que l'historien Alfred Salinas reproduit dans son ouvrage Les Américains en Algérie, précise en effet que « Jacquinot, commissaire à la Marine, s'est arrangé pour être absent lors de la réunion. Les communistes ont vigoureusement protesté en faveur de Giraud. On croit savoir qu'il y eut un sentiment général de répugnance envers le traitement indigne réservé au Commandant en chef. Une source très crédible confirme que les plus fortes objections vinrent du communiste Billoux, le nouveau commissaire d'État, et que le commissaire le plus profondément affligé par le départ de Giraud fut Queuille ».
Giraud refusa ses nouvelles fonctions. Il sollicita l'intervention du président Roosevelt. Mais sur les conseils de Robert Murphy, les États-Unis ne bougèrent pas. Les cadres giraudistes de l'armée d'Afrique tentèrent un coup de force. D'après la correspondance échangée par Murphy avec son secrétaire d'État Cordell Hull, plusieurs unités stationnées au Maroc et à Oran menacèrent de se soulever contre de Gaulle. L'affaire n'aboutit pas. Le 18 avril 1944, au palais d'Été, Giraud fit ses adieux à ses partisans. Les spahis à cheval formaient une garde d'honneur tandis qu'une fanfare jouait des marches de l'armée d'Afrique.
Certaines sources[Lesquelles ?] estiment que Giraud ne bénéficiait plus de l'estime de ses hommes, car, après avoir perdu la sympathie des résistants, en défendant les hommes et institutions de Vichy, il s’était déconsidéré aux yeux des chefs vichystes de l’armée, mécontents de la faiblesse manifestée par lui au sein du CFLN, et de son attitude peu glorieuse dans l’affaire Pucheu : Giraud avait en effet laissé venir ce ministre de l’Intérieur de Vichy en Afrique du Nord, en lui accordant un sauf-conduit. Après quoi il l’avait interné. Par la suite, le CFLN s’étant constitué et l’influence des patriotes s’y étant développée, Pucheu était passé en jugement sous divers chefs d’accusation, dont celui d’avoir manipulé les listes d’otages (en livrant de préférence à l’ennemi ses adversaires politiques). Quoi qu'il en soit, au cours de ce procès, Giraud, membre du CFLN cité comme témoin, n'avait rien fait pour défendre l'accusé, qui, condamné à mort, fut fusillé le 20 mars 1944.

## L’œuvre du CFLN
Cette œuvre fut en grande partie réalisée par le Comité, qui disposait des pouvoirs législatif et exécutifs, avec l’aide active de l’Assemblée consultative.

### Rétablissement de la légalité républicaine
Elle consistait d’abord en le rétablissement de la légalité républicaine non seulement dans les textes, mais aussi dans les faits. Elle comporta donc la réintégration des victimes de mesures d’exclusions, mais aussi leur indemnisation d’une partie des préjudices causés.
Le décret Crémieux d'octobre 1870, qui avait attribué aux Juifs d'Algérie le statut de citoyens français, et que Pétain, puis Giraud, avaient abrogé, fut rétabli le 20 octobre 1943. Quant aux circulaires de Giraud et de Prioux qui écartaient ces mêmes Juifs des unités combattantes, elles furent révoquées, comme le réclamaient les intéressés qui voulaient combattre au front comme tous les autres Français.
Une épuration administrative fut par ailleurs opérée, selon certains insuffisante, notamment dans l’armée.

### Réformes importantes
Le CFLN et l'Assemblée consultative provisoire considéraient que leur mission était de rétablir la légalité républicaine, de défendre la souveraineté française et de préparer la Libération. Mais ils ne se reconnaissaient pas le droit de tout transformer. Ainsi, les grandes réformes jugées indispensables par leurs membres devaient être réservées au peuple français et à ses représentants élus, aussitôt que le déroulement de la guerre leur permettrait de se prononcer librement et démocratiquement. Rien n'empêchait néanmoins l'Assemblée consultative, en attendant la Libération, de donner son avis sur les projets de réforme qui lui seraient présentés.
Par exception, certaines réformes importantes furent cependant opérées par le CFLN car elles allaient dans le sens de la démocratie. Ce fut le cas de l’extension du droit de vote en faveur des femmes (ordonnance du 21 avril 1944), et de l’amélioration du sort des colonisés en Afrique noire (conférence de Brazzaville) et en Algérie. Pour l'Algérie, l'ordonnance du 7 mars 1944 attribue la citoyenneté française, sans abandon de leur statut civil religieux, aux quelques dizaines de milliers d'indigènes musulmans algériens titulaires de diplômes ou de décorations.
Enfin la contribution française à la future Libération fut amplifiée par une assistance soutenue aux organisations de résistance et aux actions de sabotage en territoire occupé.
De plus, une solution fut recherchée aux problèmes financiers qui risqueraient de se poser à la Libération. La solution forte (échange des billets) préconisée par le commissaire aux Finances Mendès France fut appliquée en Corse avec succès, mais rencontra l’opposition d’autres membres du CFLN, parmi lesquels René Pleven, qui trouvèrent ce type d’opération trop brutal.

### Transformation du CFLN en gouvernement provisoire de la République française (GPRF)
Le 3 juin 1944, le CFLN se proclama, à la demande de l’Assemblée consultative, « Gouvernement provisoire de la République française » (GPRF). Le gouvernement provisoire fut reconnu comme tel par les grandes puissances (Royaume-Uni, États-Unis, URSS, Canada) seulement le 23 octobre 1944.

## Sources imprimées

### Témoignages
- Charles de Gaulle, Mémoires de Guerre :
  - Volume II - L'Unité, 1942-1944, Paris, 1956,
  - Volume III - Le Salut, 1944-1946, Paris,1959.
- Général Giraud, Un seul but la victoire, Alger 1942-1944, Julliard, Paris, 1949.
- Général Chambe, Au carrefour du destin. Pétain, Weygand, Giraud, de Gaulle, France Empire, Paris, 1975.
- Jacques Soustelle, Envers et contre tout, Tomes I et II, Robert Laffont, Paris 1950.
- Yves Maxime Danan, République française, capitale Alger, 1940-1944 : souvenirs de jeunesse, Paris, Éditions L'Harmattan, 2019, 238 p. (ISBN 978-2-343-17879-0).

### Études historiques
- Hervé Bastien, « Alger 1944, ou la révolution dans la légalité », Revue d'histoire moderne et contemporaine, t. 37, no 3,‎ juillet-septembre 1990, p. 429-451 (lire en ligne).
- Jacques Cantier, L'Algérie sous le régime de Vichy, Paris, Éditions Odile Jacob, 2002, 417 p. (ISBN 2-7381-1057-6, présentation en ligne), [présentation en ligne], [présentation en ligne].
- Michèle Cointet, De Gaulle et Giraud : l'affrontement (1942-1944), Paris, Perrin, 2005, 549 p. (ISBN 2-262-02023-X).
- Jean-Louis Crémieux-Brilhac, La France libre : de l'appel du 18 juin à la Libération, Paris, Gallimard, coll. « La suite des temps », 1996, 969 p. (ISBN 2-07-073032-8, présentation en ligne). Nouvelle édition revue et augmentée : Jean-Louis Crémieux-Brilhac, La France libre : de l'appel du 18 juin à la Libération, vol. 1 et 2, Paris, Gallimard, coll. « Folio. Histoire » (no 226-227), 2014, 1476 p., poche (ISBN 978-2-07-045469-3 et 978-2-07-045470-9).
- Yves Maxime Danan (préf. C.-A. Colliard), La vie politique à Alger de 1940 à 1944, Paris, Librairie générale de droit et de jurisprudence, coll. « Bibliothèque de droit public » (no LIII), 1963, VI-348 p. (présentation en ligne), [présentation en ligne].
- André Kaspi, « Les États-Unis et le problème français de novembre 1942 à juillet 1943 », Revue d'histoire moderne et contemporaine, t. 18, no 2,‎ avril-juin 1971, p. 203-236 (lire en ligne).
- Christine Levisse-Touzé, L'Afrique du Nord dans la guerre, 1939-1945, Paris, Albin Michel, 1998, 467 p. (ISBN 2-226-10069-5).
- Alfred Salinas, Les Américains en Algérie 1942-1945, L'Harmattan, 2013.